# Gora Glyba
Gora Glyba är ett berg i Antarktis. Det ligger i Östantarktis. Australien gör anspråk på området. Toppen på Gora Glyba är 232 meter över havet.
Terrängen runt Gora Glyba är kuperad söderut, men norrut är den platt.  Trakten är obefolkad. Det finns inga samhällen i närheten.